# Claes Borgström
Claes Gustaf Borgström  (Estocolmo, 21 de julio de 1944-15 de mayo de 2020) fue un abogado y político sueco. Se desempeñó como Defensor del Pueblo para la Igualdad (JämO) desde 2000 hasta 2007. Miembro del Partido Socialdemócrata antes de 2013, se unió al Partido de la Izquierda ese año.

## Biografía
Borgström obtuvo una licenciatura en derecho (juris kandidat) de la Universidad de Estocolmo en 1974.  Después de obtener su título de abogado, Borgström comenzó a trabajar como abogado, tomando varios casos criminales de alto perfil. Entre 2000 y 2007, Borgström sirvió al gobierno sueco como Defensor del Pueblo para la Igualdad (JämO). Borgström expresó su disgusto por este trabajo a su cliente Sture Bergwall. Describió el trabajo como aburrido y no se quedaría durante todo el alquiler. 
Tras la derrota de los socialdemócratas en las elecciones de 2006, Borgström dimitió para fundar un bufete de abogados junto con el exministro de Justicia socialdemócrata Thomas Bodström. El propio Borgström tenía planes de convertirse en ministro de Justicia si los socialdemócratas hubieran ganado las elecciones de 2010, según su cliente Sture Bergwall. Según Bergwall, Borgström fue citado diciendo de Bodström: "No tengo grandes pensamientos sobre Thomas Bodström. De hecho, es inimaginable cómo se eligió al actual Ministro de Justicia para su puesto. Es una persona superficial"..
Desde 2008, Borgström fue portavoz del Partido Socialdemócrata Sueco en cuestiones relativas a la igualdad de género. En una entrevista de 2004, Borgström afirmó que los hombres tienen una responsabilidad colectiva por la violencia contra la mujer, pero enfatizó la diferencia entre responsabilidad colectiva y culpa colectiva. En este contexto, expresó cierto apoyo a la propuesta de Gudrun Schyman de un "impuesto masculino" para cubrir los costos de la violencia contra la mujer y otros temas relacionados con la igualdad de género. Llamó la atención en marzo de 2006, cuando exigió que Suecia boicoteara la Copa Mundial de la FIFA 2006 en Alemania "en protesta contra el aumento en la trata de mujeres que se espera que resulte en el evento".
En 2010, Borgström apeló con éxito la decisión de cerrar el caso de agresión sexual contra el fundador de WikiLeaks, Julian Assange, y se convirtió en la representante legal de las dos mujeres suecas contra las que la policía sueca acusó a Assange de conducta sexual inapropiada. Sin embargo, parece que la relación se agrió y fue reemplazado por Elisabeth Massi Fritz. En 2013, citando su descontento con lo que él llamó los cambios de derecha en el Partido Socialdemócrata, Borgström dejó los socialdemócratas y se unió al Partido de Izquierda.

## Vida personal
Borgström nació en Estocolmo. Su padre fue Gustaf Borgström, director ejecutivo de Sveriges Köpmannaförbund ("Asociación de comerciantes suecos") desde 1942 hasta 1957. Borgström es también hermano de los periodistas Annette Kullenberg y Kerstin Vinterhed. Se casó con su ex colega Märit Borgström (de soltera Röger) en Mallorca en 2007. Tuvo tres hijos de un matrimonio anterior.Borgström murió a los 75 años en Estocolmo el 15 de mayo de 2020, después de sufrir COVID-19 durante la pandemia de COVID-19 en Suecia.